# Chuy
Chuy (quítxua: Achuy, Chuy'o; guaraní: Chuí, literalment "au petita") és un municipi de l'Uruguai ubicat al departament de Rocha, sobre l'extrem oriental del país. Fa frontera amb la veïna localitat brasilera de Chuí, a Rio Grande do Sul. La seva població, d'acord amb les dades del cens de 2004, és de 10.357 habitants.
Localitat fronterera, es troba separada del municipi brasiler de Chuí per un carrer compartit entre ambdues urbanitzacions, l'Avinguda Internacional. Chuy és una de les localitats més orientals de l'Uruguai, separada del Brasil pel rierol del mateix nom, l'Arroyo Chuy.

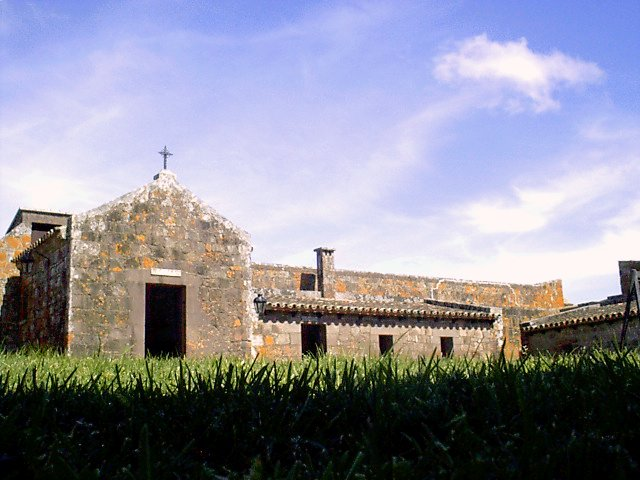
Capella del Chuy.

El municipi s'ubica sobre la ruta nacional 9, 340 quilòmetres a l'est de la capital del país, la ciutat de Montevideo, i a tan sols uns metres de la ruta brasilera BR 471.
Chuy té diverses botigues i comerços que viuen del turisme. Els seus habitants són en la seva majoria uruguaians, brasilers i poblacions d'origen musulmà. Gairebé tots els seus residents parlen el castellà i el portuguès de forma indistinta. El municipi organitza activitats culturals conjuntes amb la localitat veïna del mateix nom, com el Carnaval Sense Fronteres Chuy-Chuí.